# Хилмі Джем
Хилмі Джем Інтеп (тур. Hilmi Cem İntepe, народився 19 травня 1992— турецький актор кіно і телесеріалів
Професійно займається танцями, має школу спортивного танцю.

## фільми та телешоу
| Нр. | Турецькою          | Українською                        |
| --- | ------------------ | ---------------------------------- |
| 1.  | «Survivor»         | «Останній герой»                   |
| 2.  | «Yetenek sizsiniz» | «Талант-це ви»                     |
| 3.  | «Muhtesem yüzyil»  | «Величне століття. Роксолана»      |
| 4.  | Calikusu»          | «Корольок — пташка співоча» (2013) |
| 5.  | Stajyer Mafua»     | «Стажок Мафії»                     |